# Réal Giguère
Pour les articles homonymes, voir Giguère.
Joseph Louis Réal Giguère (24 mai 1933 à Montréal - 11 février 2019 à Montréal) est un animateur de télévision, un animateur de radio, un scénariste et un acteur québécois.

## Biographie
Réal Giguère a commencé sa carrière à la radio de Sorel CJSO et ensuite à CKAC pendant les années 1950. Il a travaillé a Radio Canada et passe ensuite à Télé-Métropole dès sa fondation (1961) et anime plusieurs émissions. C'est sans contredit un pilier de la station de la rue Alexandre-de-Sève. Il connaît un grand succès populaire à l'animation des émissions de Télé-Métropole: Parle, Parle, Jase, Jase Madame est servie,et Réal Giguère Illimité.
Il écrit les séries Dominique et Métro-boulot-dodo avec Claude Jasmin qui utilisait le pseudonyme de Antoine Lefebvre. Il a également signé la série L'Or du temps . Au théâtre, Il joue dans La Cage aux folles. Il anime des émissions de jeux comme Jéopardy et Galaxie.
Il a écrit le scénario du film Cain, dans lequel il tient le rôle principal.
Réal Giguère est le père du comédien et animateur Sylvain Giguère, d'un premier mariage.  Et de Magalie, sa fille de son second mariage avec Paulette Gingras, un mannequin rencontrée à Télé-Métropole  avec qui il a partagé 58 ans de vie commune. L'administrateur et président de Télé- Métropole, Roland Giguère était son frère.
Il est décédé à l'hôpital Maisonneuve-Rosemont de Montréal le 11 février 2019 des suites de complications pulmonaires. Plusieurs hommages lui ont été rendus, dont une minute de silence à l'Assemblée Nationale.

## Filmographie

### Comme animateur
- 1991 à 1993 : Jéopardy
- 1986 : Galaxie
- Réal Giguère illimité
- Dix sur dix
- Parle, parle, jase, jase
- Le Club Sandwich
- Madame est servie

#### Parle Parle, Jase Jase: 1974-1979
- Émission de variétés diffusée du lundi au vendredi, à Télé-Métropole (aujourd'hui TVA) d'une durée de 60 minutes.
- Diffusion de la première émission : lundi 2 septembre 1974, à 18 h
- Diffusion de la dernière émission : vendredi, 31 août 1979, à 17 h 30
  - Heures de diffusions :
- Lundi 2 septembre 1974 - vendredi 9 septembre 1977 : à 18 h
- À partir du lundi 12 septembre 1977 au vendredi 31 août 1977 : à 17 h 30
- Animation : la première année l'émission fut animée par Janette Bertrand et Jean Lajeunesse.

Puis Réal Giguère a pris la relève à partir de l'été 1975 jusqu'à la fin.    
- Note : l'émission était diffusée aussi durant l'été et lors des journées de fêtes (ex. Fête du travail).

### Comme scénariste
- 1985 à 1993 : L'Or du temps (téléroman, 245 épisodes)
- 1989 : Giovanna d'Arco (TV) : Delil
- 1982 à 1983 : Métro-boulot-dodo (sitcom, 30 épisodes)
- 1977 à 1980 : Dominique (sitcom, 117 épisodes)
- 1969 : Amour, délices et cie.  (sitcom, 13 épisodes)
- 1967 à 1968 : Lecoq et fils (sitcom, 39 épisodes)
- 1964 : Caïn (long métrage).

### Comme acteur

#### Au cinéma
- 1965 : Caïn : Jean - Film adapté de son roman Les Marcheurs de la nuit[2]

#### Au théâtre
- 1981[3] : La Cage aux folles avec Normand Brathwaite[4]
- Joyeuses Pâques[5]

### DVD
- 2011 Bonjour Patof (Musicor Produits Spéciaux)

## Récompenses
- Monsieur Télévision (1962)
- Ordre du mérite de l'Association canadienne de la radio (2000).

## Discographie
- 1962 : Gros Jambon / Dix sur dix : Réal Giguère est l'auteur des paroles de la chanson populaire Gros Jambon (adaptation de Big Bad John de Jimmy Dean) et en face B est la chanson thème de son émission enregistrée par Roger Pilon et son orchestre (45 tours, Trans Canada).

## Anecdotes

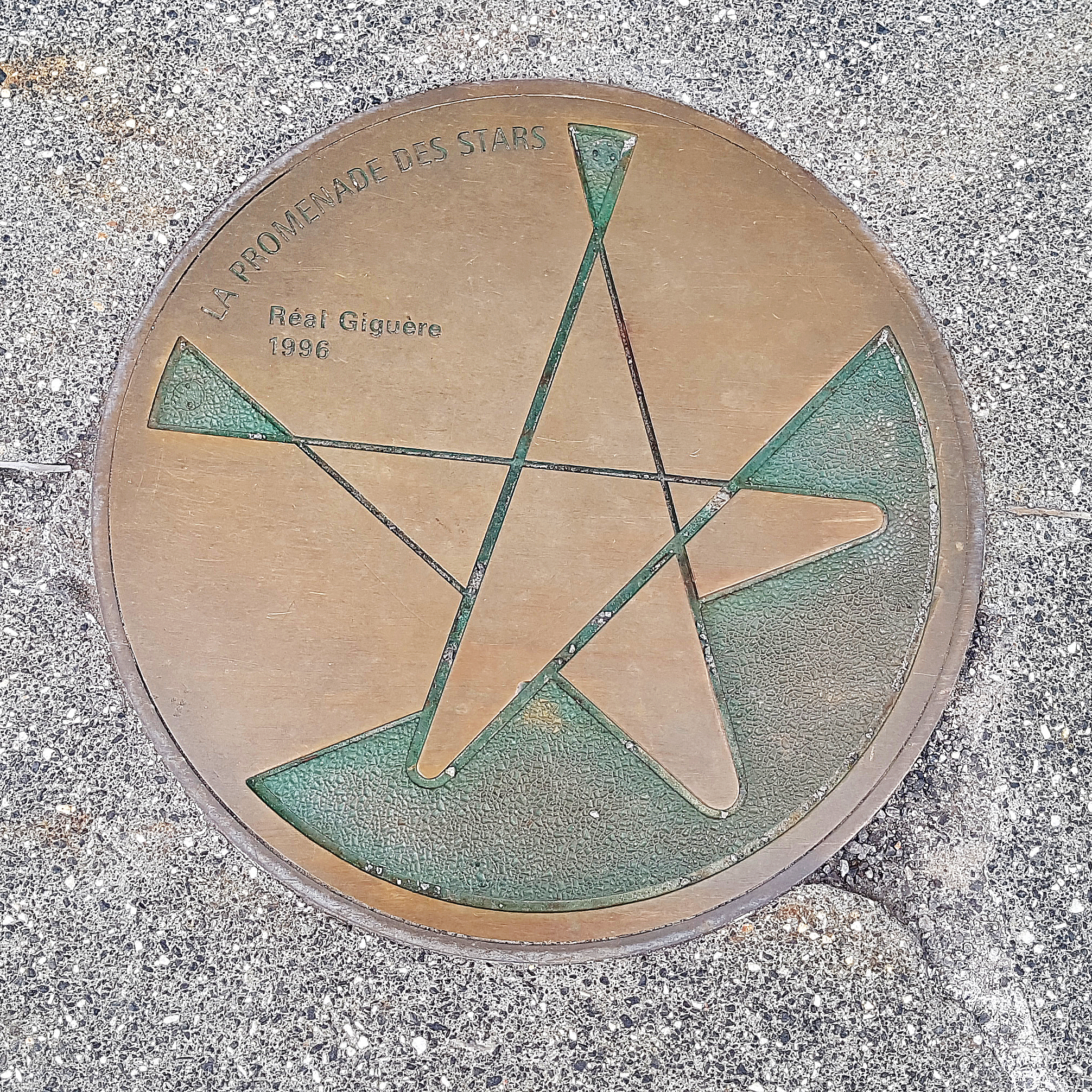
Plaque sur la Promenade des stars a Montréal

Réal Giguère a été le porte-parole du magasin de meubles Brault & Martineau.
Une plaque de laiton porte son nom sur la Promenade des stars à Montréal au coin des rues Sainte-Catherine et Alexandre-de-Sève, aux côtés de Gilles Latulippe, Gratien Gélinas et bien d'autres célébrités locales.
La chanson Gros Jambon (adaptation française écrite par Réal Giguère du succès américain Big Bad John de Jimmy Dean, 1961) a été reprise par le groupe Henri Band dans une version remise au goût du jour.
Le 24 février 2011, il a fait un retour à la télévision, à l'émission Fidèles au poste animée par Éric Salvail. Il a interprété sa chanson Gros Jambon qu'il n'avait chantée qu'une seule fois à la télévision il y a 50 ans. Il était accompagné de Gaston Lepage, Éric Salvail, Roger Giguère et Paolo Noël qui tout comme lui, portaient une combinaison de mineurs. Avant d'enregistrer l'émission, Réal Giguère a donné une entrevue à l'animateur Éric Salvail qui a été diffusée à TVA au mois d'avril.